# Свободное государство Икария
Свободное государство Икария (греч. Ελευθέρα Πολιτεία Ικαρίας) — самопровозглашённое греческое государство, созданное в результате победы антиосманского восстания на острове Икария 18 июля 1912 года.
Несмотря на довольно недолгий период своего существования и постоянную нехватку продовольствия, данное небольшое островное государство сумело включить в свой состав и соседний остров Фурни, тоже освобождённый повстанцами, а также организовать свои вооружённые силы. 16 августа Комитет по управлению островом Икария официально сообщил миссиям великих держав в Афинах об образовании своего государства, а уже в октябре Икария выпустила свою первую почтовую марку.
В Свободном государстве Икария были учреждены свой флаг, государственная печать и гимн, а его единственным президентом стал Иоаннис Малахиас.
Провозглашённое в условиях Первой Балканской войны государство просуществовало пять месяцев, а после вступления на его территорию греческих войск, 4 ноября 1912 года добровольно вошло в состав Греции.